# Тарановский, Фёдор Васильевич
Фёдор Васильевич Тарановский (1875—1936) — историк права, член Сербской королевской академии наук, академик АН Украины, ординарный профессор Юрьевского университета. Отец филолога-слависта Кирилла Фёдоровича Тарановского.
Являлся представителем школы государствоведения, которое в царской России было представлено целой плеядой ученых: Б. Н. Чичерин, К. Д. Кавелин, М. Ф. Владимирский-Буданов и другие.

## Биография
Родился 12 (24) мая 1875 года в Плоньске, Плоцкой губернии. Отец — русский, священник; мать — полька.
Окончил 6-ю Варшавскую гимназию с серебряной медалью (1892) и юридический факультет Варшавского университета (1896). В 1896—1899 годах был профессорским стипендиатом по кафедре истории русского права. С 1899 года исполнял должность доцента по кафедре энциклопедии правовых и политических наук. В 1902—1903 гг. был на стажировке в университетах Гейдельберга, Гёттингена и Берлина; собирал материал для диссертации в библиотеках Германии и Франции. В октябре 1905 года на юридическом факультете Санкт-Петербургского университета защитил магистерскую диссертацию по государственному праву: «Юридический метод в государственной науке. Очерк развития его в Германии: историко-методологическое исследование».
С 1906 года — доцент Варшавского университета, с 1908 года — экстраординарный профессор по кафедре истории русского права в Демидовском юридическом лицее. В 1911 году защитил в Санкт-Петербургском университете диссертацию на степень доктора государственного права по теме: «Догматика положительного государственного права во Франции при старом порядке». Стал ординарным профессором Юрьевского университета по кафедре истории русского права. Одновременно, с 1912 года — приват-доцент Петербургского университета по кафедре энциклопедии права. Участвовал в академическом издании памятников русского права, издал с комментариями «Соборное Уложение 1649 г.», а позже в изгнании опубликовал исследование «Элементы основных законов в Уложении Царя Алексея Михайловича. К истории политического строя удельной Руси».
В 1917 году в Юрьеве издал «Учебник энциклопедии права». В апреле 1917 года переехал в Петроград, заняв должность ординарного профессора по кафедре истории русского права в Петроградском университете.
В 1918—1919 годах — ординарный профессор по кафедре истории русского права и декан юридического факультета Екатеринославского университета; был избран академиком АН Украины.
С 1920 года в эмиграции в Белграде, где стал профессором энциклопедии права и истории славянских прав Белградского университета. Здесь он воспитал несколько поколений учеников, в том числе из русских эмигрантов. Его выдающиеся последователи — В. А. Мошин и А. В. Соловьёв.
На Балканах он изучил огромный массив сербских средневековых правовых актов, которые ввёл в общеевропейский научный оборот. В 1923 году издал учебник «Введение в историю славянских прав» (на сербском языке), включивший источники югославянского права и древнейшее славянское право.
В 1931 и 1935 годах издал четыре тома «История сербского права в государстве Неманичей». Самый фундаментальный его труд — «Юридический метод в государственной науке. Очерк развития его в Германии». В 1933 году избран действительным членом Сербской королевской академии наук.
Умер 23 января 1936 года. Похоронен на Новом кладбище в Белграде.

## Работа над историей немецкого права
Самым значительным его произведением в области государствоведения была книга «Юридический метод в государственной науке. Очерк развития его в Германии», опубликованная в 1904 году. В ней Тарановский выступил против распространенного в то время в германской государствоведческой литературе взгляда на юридический метод, предполагавший применение юридических категорий к политическим отношениям, как на «абсолютное новшество», введенное в середине XIX в. немецким правоведом К.-Ф. Гербером (1823—1891). Тарановский доказал, опираясь на конкретно-исторический материал, что юридический метод возник в Германии на исходе XV в. в практике созданного в 1495 г . Имперского Камерального суда.
Сам по себе вывод о том, что возникновение немецкой науки государственного права связано с деятельностью Имперского Камерального суда, не являлся новым словом в юридической литературе. Его высказал раньше Тарановского немецкий правовед Отто Мейер. Тарановский дал в своей книге ответ на вопросы, которые Мейер и другие немецкие ученые оставили без рассмотрения, а именно: как формировалась германская наука государственного права, как был этот процесс связан с деятельностью Рейхскаммергерихта, как развивалось германское государствоведение в XVII—XVIII вв.

## Концепция русской государственности
Ф. В. Тарановский опроверг сложившийся на Западе презрительный взгляд на русскую государственность как на «царизм», в котором государственная власть имеет христианское обоснование и который поэтому должен быть отвергнут всяким уважающим себя культурным европейцем. Он подчёркивал, что в своем развитии русская государственность прошла все те же этапы политической эволюции, которые прошли основные народы Европы: от вотчинного государства через период феодальной раздробленности к централизованной монархии, абсолютной и конституционной монархии. В статье «Государственная культура России» он указывает. «Царь — это славянизованная форма „цесаря“, значит — слово и понятие, идущее от римских истоков европейской культуры; это — принятое у южных и восточных славян наименование монарха великодержавного государства, то есть государства, дошедшего до сознания и возможности действенного всемирно-исторического служения… Существо царской власти выражается термином „самодержавие“. Опять-таки, „самодержавие“ не есть какое-то экзотическое измышление каких-то варваров, а представляет собою переведенный с греческого славяно-русский термин для обозначения того свойства государственной власти, которое на романо-германском Западе именуется суверенитетом. Самодержавие — это суверенитет, в частности монархический суверенитет, о каковом в свое время немецкие государствоведы писали целые тома. Неизменным в понятии самодержавия оставалось и остается лишь начало непроизводности верховной власти царя, то есть самостоятельность монархического принципа. Сущность же последнего заключается в начале иерархии, строящейся сверху и исходящей от Бога, в Котором власть получает свое трансцендентное обоснование. Самодержавие охраняет государство от падения в своеволие и анархию».
Тарановский доказывал, что Московское царство было сословно-монархическим, где власть «государя по существу ограничивалась рядом бытовых сдержек, каковые: авторитет религии, печалование святителей, местничество, мнения и привычки служилых людей по отечеству, практика Боярской Думы и Земских Соборов, общая публично-правовая традиция или… „старина“».
Ф. В. Тарановский делал особый акцент на специфике геополитических и исторических задач России: «Велики достижения русской государственности в области управления… Помощью своего административного аппарата русское государство распространяло культуру по глухим углам и захолустьям своей необъятной территории… был создан грандиозный административный аппарат имперского масштаба не только для полиции безопасности, но и для полиции благосостояния, он обслуживал громаднейшие пространства и многочисленное население — что само по себе должно быть признано великим достижением цивилизации».
При этом он критиковал судебную систему и считал, что правосудие было достигнуто лишь в «Судебных уставах императора Александра II, давших суд правый, скорый и милостивый».
Тарановский был убеждённым монархистом, обосновывая это тем, что только «власть, сосредоточенная в одних руках и построенная на строгом начале авторитетной иерархической организации сверху, была способна сдерживать народную стихию от разброда по безбрежной территории, интенсифицировать ее труд и направлять ее к единой и трудно достижимой цели постепенного образования крупной и мощной державы». «Русская государственность никогда не строилась, исходя из принципа индивидуалистического, она никогда не была производным соединением сословий, классов, лиц, но всегда являлась самодовлеющим организмом, части которого не определяли его, но им определялись, — подчёркивал учёный. — Правовую основу русской государственности всегда составляла не система субъективных прав… а система объективной законности, направленная на обеспечение государственного целого и только через него на правовое обеспечение частей».
Причиной падения монархии Тарановский считал переход русской государственности в состояние расслабленности, когда «нарушились и расшатались ее движущие принципы: жертвенность и объективная законность». Способствовали этому и разного рода партии и кружки «бредущих врозь» за правовым закреплением своих интересов.
«Воинствующая доктрина народного суверенитета» защищает только свои тезисы как научные и «порочит монархический принцип как… ненаучный, отсталый…» Тарановский считал, что это — злоупотребление наукой, то есть то, что на языке политики именуется «ангажированной пропагандой». «Нет такой науки, которая бы выдавала формам правления какие-то аттестаты на особую культурность, прогрессивность и непогрешимость. Единственный объективный вывод, к которому пришла наука о государстве, заключается в том, что все формы правления как таковые, относительны, что они определяются реальными условиями жизни народа и страны, обстоятельствами времени и места, что учитывать их надлежит с точки зрения сложной конъюнктуры всех этих условий и обстоятельств, и судить о них — по плодам их».

## Публикации
- Угличская провинциальная канцелярия
- История русского права — 2004 (Серия «Русское юридическое наследие»)Польша, Уголовное уложение Царства Польского 1818 года. Общ. часть Книги о преступлениях — 1895
- Обзор памятников магдебургского права западно-русских городов литовской эпохи. Ист.-юрид. исслед. — 1897
- Интерес и нравственный долг в праве — 1899
- Отчет о заграничной командировке на летнее вакационное время 1902 года и. д. доцента Ф. Тарановского — 1902.
- Сравнительное правоведение в конце XIX века — 1902
- Феодализм в России. Крит. очерк Ф. В. Тарановского — 1902
- Юридический метод в государственной науке. Очерк развития его в Германии. Ист.-методол. исслед. — 1904
- Лейбниц и так называемая внешняя история права — 1906
- Обзор Актов Угличской провинциальной канцелярии 1719—1726 гг. — 1908—1909
- Норманская теория в истории русского права — 1909
- Отзыв проф. Ф. В. Тарановского о сочинении бар. С. А. Корфа: «Административная юстиция в России» (томы I и II, СПБ., 1910 г.), представленном в Юридический факультет Императорского Юрьевского университета в качестве диссертации на степень доктора государственного права — [1910]
- Догматика положительного государственного права во Франции при старом порядке. [Диссертация] — 1911
- Ф. И. Леонтович. ([Некролог]) Ф. В. Тарановского — 1911
- Отзыв о сочинении В. И. Сергеевича: «Древности русского права», том I, 1909 г., том II, 1908 г. (изд. 3-е) — 1911
- Судьба Наказа императрицы Екатерины Второй во Франции — 1912
- Заметки о Монтескьё — 1913
- И. Е. Энгельман, как историк права // Вестник гражданского права. — 1913. — № 1. — С. 15- 23.
- Новые данные по истории уложения царя Алексея Михайловича — 1914
- Программа курса энциклопедии права — [1914]
- Предисловие в кн.: Гурвич Г. Д., «Правда воли монаршей» Феофана Прокоповича и её западноевропейские источники — 1915
- Новый опыт построения философии прав в русской литературе. (И. В. Михайловский. Очерки философии права, т. I. Томск, 1914) — 1915
- Речь проф. Ф. В. Тарановского, произнесенная в заседании совета Императорского Юрьевского университета 27 февраля 1916 года по вопросу об эвакуации Юрьевского университета — 1916
- Памяти М. Ф. Владимирского-Буданова. (Опыт историогр. характеристики) — 1916
- Учебник энциклопедии права — 1917